# Audun Kleive
Audun Kleive (20. oktober 1961 i Skien Norge) er en norsk jazztrommeslager og percussionist.
Kleive hører sammen med Jon Christensen til Norges betydelige jazztrommeslagere i den moderne jazz.
Han har spillet med mange kompetente både skandinaviske og udenlandske musikere, bl.a. Terje Rypdal og Jon Balke, og var også en overgang med i Marilyn Mazurs Future Song.